# Belvedere sul Pfingstberg
Il Belvedere sul Pfingstberg (in tedesco Belvedere auf dem Pfingstberg) è un palazzo sito sulla collina del Pfingstberg, alla periferia della città tedesca di Potsdam.
Costruito in posizione panoramica come palazzo di delizia per il principe ereditario Federico Guglielmo, domina il paesaggio lacustre della Havel in rapporto visivo con altri palazzi e castelli. In considerazione della sua importanza architettonica e culturale, è posto sotto tutela monumentale (Denkmalschutz) ed è parte del patrimonio dell'umanità UNESCO denominato "Palazzi e parchi di Potsdam e Berlino".

## Storia

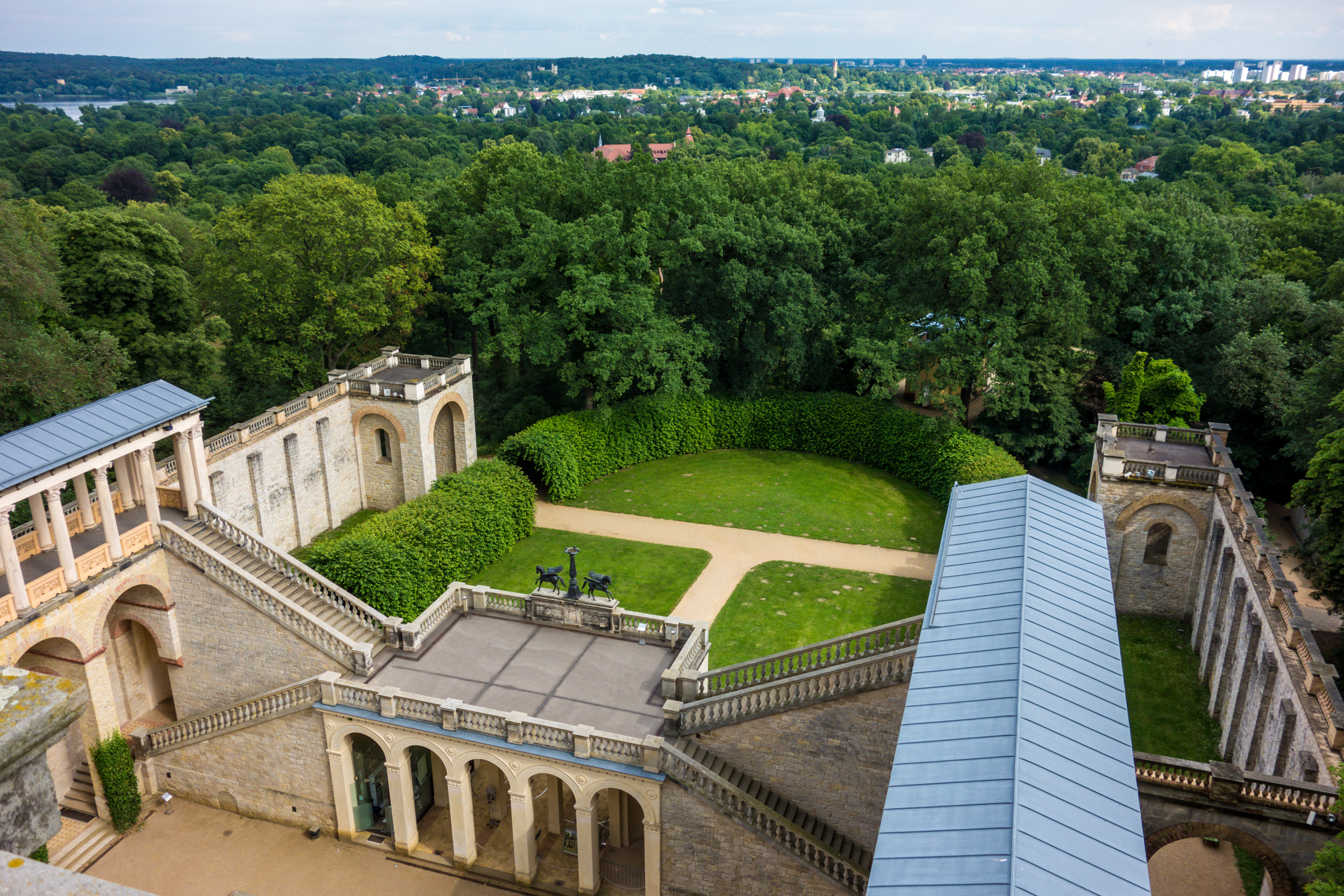
La vista dal Belvedere

La costruzione di un belvedere sulla cima del Pfingstberg era già stata ipotizzata nel 1793 da Georg Friedrich Boumann il Giovane, che aveva progettato un edificio in stile neogotico che dominasse il Neuer Garten e il paesaggio fluviale della Havel. A causa delle guerre napoleoniche il progetto non fu realizzato, ma comunque il Pfingstberg iniziò ad essere sistemato a giardino agli inizi dell'Ottocento, con la costruzione del Tempio di Pomona progettato da Karl Friedrich Schinkel.
L'idea del Belvedere fu ripresa negli anni trenta dell'Ottocento su impulso del principe ereditario Federico Guglielmo, il quale dal 1836 al 1838 aveva redatto uno schizzo del progetto. L'idea del principe si ispirava alle ville del Rinascimento italiano, in particolare alla Villa Farnese di Caprarola e alla Villa Aldobrandini di Frascati, con una grande scalinata a terrazze ornata da cascate.
L'idea venne trasformata in un progetto architettonico da Ludwig Persius nel 1844 e ulteriormente sviluppata nel 1847 da Ludwig Ferdinand Hesse e Friedrich August Stüler. La costruzione iniziò nello stesso 1847 con l'erezione delle due torri panoramiche e delle due ali laterali, ma si interruppe nel 1852; venne ripresa dal 1860 al 1863 con l'erezione del corpo di fabbrica anteriore. Ampie parti del progetto, a partire dalla grande scalinata a terrazze, rimasero irrealizzate.
Parzialmente danneggiato durante la seconda guerra mondiale, il belvedere fu chiuso nel dopoguerra dalle autorità della Repubblica Democratica Tedesca e lasciato in abbandono per motivi di sicurezza militare. Infatti la sua posizione elevata consentiva un'ottima visuale sulle attrezzature confinarie poste lungo la riva della Havel e sul quartiere della Nauener Vorstadt, all'epoca residenza degli ufficiali dell'Armata Rossa. Venne restaurato dopo la riunificazione, dal 1996 al 2005, e aperto al pubblico.

## Caratteristiche

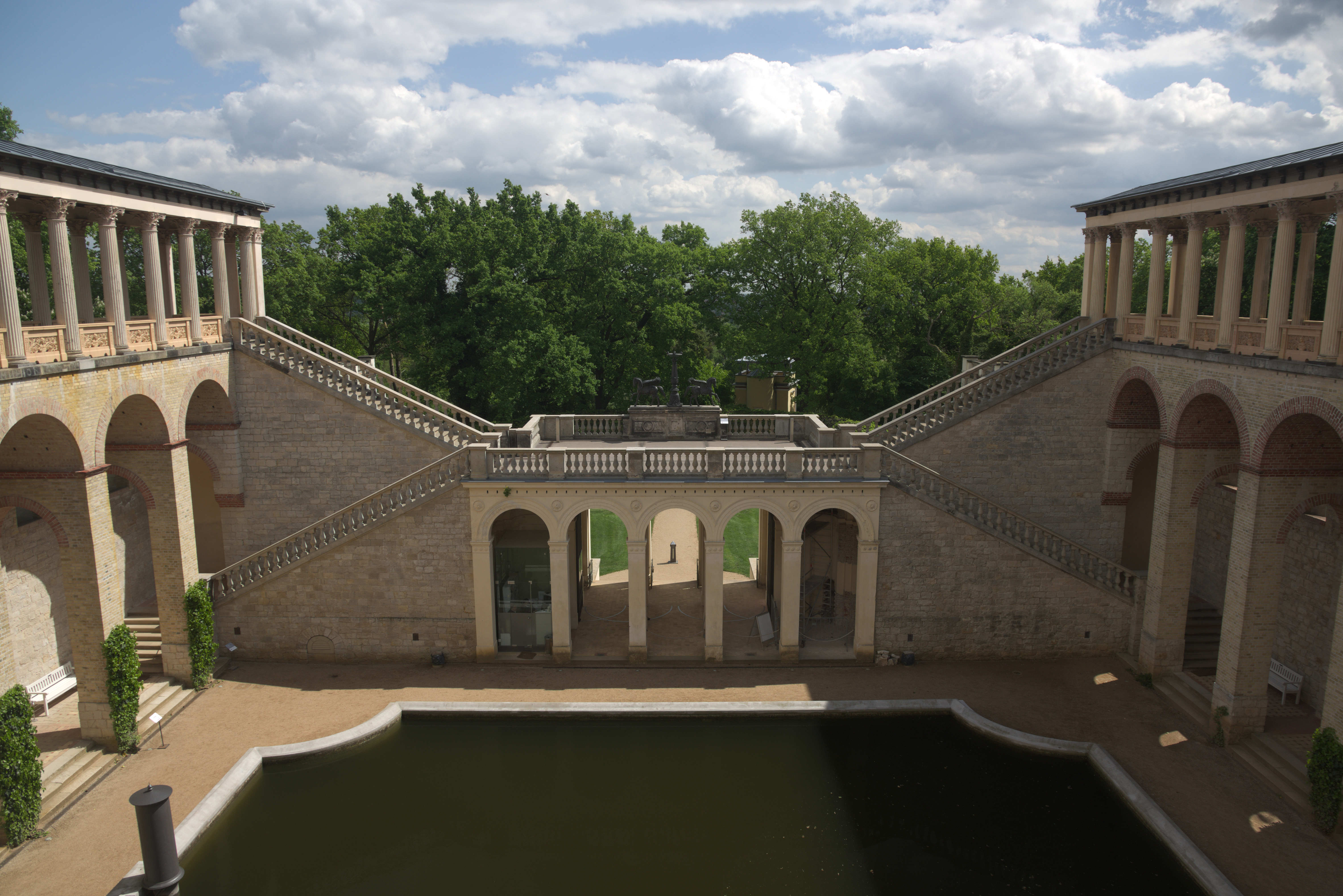
Il cortile interno

L'edificio ha pianta quadrata ed è posto sulla sommità della collina del Pfingstberg.
La facciata principale è posta sul lato sud-orientale ed è costituita da un semplice muro in cui si apre centralmente un portico a tre arcate che dà accesso al cortile interno.
Attraverso due scale si accede alle due ali laterali, loggiate, che conducono al corpo di fabbrica principale, anch'esso loggiato e coronato da due torri laterali, di aspetto molto simile alla coeva Neue Orangerie nel parco di Sanssouci.
Gli ambienti interni, trattandosi di un edificio destinato principalmente all'utilizzo estivo, sono molto ridotti: gli unici degni di nota sono la "Stanza romana" (Römisches Zimmer) e la "Stanza moresca" (Maurisches Zimmer), poste all'interno delle due torri e ornate da pitture esotiche.
Il giardino circostante, disegnato nel 1849 da Peter Joseph Lenné, contiene diverse prospettive dirette ai parchi e ai palazzi circostanti.